# Johann Baptist von Thurn und Taxis
Johann Baptist von Thurn und Taxis (Costanza, 20 agosto 1706 – 3 giugno 1762) è stato un vescovo cattolico tedesco.
Era conte del Sacro Romano Impero e dal 1754 fino al 1762 vescovo di Lavant.

## Biografia
Nato dal matrimonio di Inigo Lamoral von Thurn und Taxis (1653–1713) e la sua seconda moglie Maria Claudia Fugger von Nordenhof (1667/68–1721).
Johann Baptist, conte imperiale von Thurn und Taxis, fu ordinato l'11 giugno 1729 a Salisburgo divenendone poi canonico. Il 4 febbraio 1754 diviene vescovo di Lavant e poi ordinato vescovo il 31 marzo 1754 dall'arcivescovo Sigismund von Schrattenbach (1698–1771).

## Genealogia episcopale
La genealogia episcopale è:
- Cardinale Scipione Rebiba
- Cardinale Giulio Antonio Santori
- Cardinale Girolamo Bernerio, O.P.
- Arcivescovo Galeazzo Sanvitale
- Cardinale Ludovico Ludovisi
- Cardinale Luigi Caetani
- Cardinale Ulderico Carpegna
- Cardinale Paluzzo Paluzzi Altieri degli Albertoni
- Papa Benedetto XIII
- Papa Benedetto XIV
- Vescovo Joseph Maria von Thun und Hohenstein
- Arcivescovo Sigismund von Schrattenbach
- Vescovo Johann Baptist von Thurn und Taxis